# Dryobota didymoides
Dryobota didymoides là một loài bướm đêm trong họ Noctuidae.